# Centraal-Europese Internationale Beker
De Centraal-Europese Internationale beker, ook wel Europabeker genaamd, was een internationale voetbalcompetitie die gehouden werd door nationale elftallen van Centraal-Europa in de periode 1927-1960. Er waren competities voor prof- en amateurteams. De deelnemende naties waren Oostenrijk, Hongarije, Italië, Joegoslavië, Polen, Roemenië, Tsjecho-Slowakije en Zwitserland. Polen en Roemenië namen enkel aan de amateurcompetitie deel.
Het toernooi werd als een competitie gespeeld met uit- en thuiswedstrijden en het duurde meerdere jaren vooraleer het toernooi, dat in totaal zes keer gespeeld werd, beëindigd werd. De laatste twee toernooien duurden vijf jaar. In 1960 werd het toernooi ontbonden toen het Europees Kampioenschap opgericht werd.
De competitie was van een degelijk niveau, de winnaars waren onder andere het Wunderteam van Oostenrijk, de Italiaanse wereldkampioenen van 1934 en 1938, het Gouden team van Hongarije en de Tsjecho-Slowaken die in 1962 vice-wereldkampioen werden.

## Geschiedenis
De competitie werd bedacht door de Oostenrijkse bondscoach Hugo Meisl, die ook de Mitropacup voor clubs bedacht. 

## Erelijst

### Profcompetitie
| Jaar            | Winnaar                                                 | Tweede plaats                                           | Derde plaats                                            |
| --------------- | ------------------------------------------------------- | ------------------------------------------------------- | ------------------------------------------------------- |
| 1927–30 Details | Italië                                                  | Oostenrijk                                              | Tsjecho-Slowakije                                       |
| 1931–32 Details | Oostenrijk                                              | Italië                                                  | Hongarije                                               |
| 1933–35 Details | Italië                                                  | Oostenrijk                                              | Hongarije                                               |
| 1936–38 Details | Toernooi onderbroken door de Anschluss op 12 maart 1938 | Toernooi onderbroken door de Anschluss op 12 maart 1938 | Toernooi onderbroken door de Anschluss op 12 maart 1938 |
| 1948–53 Details | Hongarije                                               | Tsjecho-Slowakije                                       | Oostenrijk                                              |
| 1955–60 Details | Tsjecho-Slowakije                                       | Hongarije                                               | Oostenrijk                                              |

### Amateurcompetitie
| Jaar            | Winnaar  | Tweede plaats | Derde plaats      |
| --------------- | -------- | ------------- | ----------------- |
| 1929–30 Details | Polen    | Hongarije     | Oostenrijk        |
| 1931–34 Details | Roemenië | Hongarije     | Tsjecho-Slowakije |

## Topscorers per toernooi
| 1927–1930 | 6 doelpunten  | Julio Libonatti Gino Rossetti Ferenc Hirzer | Italië Hongarije      |
| 1931–1932 | 8 doelpunten  | István Avar André Abegglen                  | Hongarije Zwitserland |
| 1933–1935 | 7 doelpunten  | Leopold Kielholz György Sárosi              | Zwitserland Hongarije |
| 1936–1938 | 10 doelpunten | György Sárosi                               | Hongarije             |
| 1948–1953 | 10 doelpunten | Ferenc Puskás                               | Hongarije             |
| 1955–1960 | 7 doelpunten  | Lajos Tichy                                 | Hongarije             |

## Topscorers
| Rank | Name              | Team              | Goals |
| ---- | ----------------- | ----------------- | ----- |
| 1    | György Sárosi     | Hongarije         | 17    |
| 2    | Ferenc Puskás     | Hongarije         | 15    |
| 3    | František Svoboda | Tsjecho-Slowakije | 12    |
| 4    | André Abegglen    | Zwitserland       | 11    |
| 5    | István Avar       | Hongarije         | 10    |
| 6    | Giuseppe Meazza   | Italië            | 8     |
| 6    | Max Abegglen      | Zwitserland       | 8     |
| 8    | Matthias Sindelar | Oostenrijk        | 7     |
| 8    | Ferenc Deák       | Hongarije         | 7     |
| 8    | Silvio Piola      | Italië            | 7     |
| 8    | Julio Libonatti   | Italië            | 7     |
| 8    | Leopold Kielholz  | Zwitserland       | 7     |
| 8    | Lajos Tichy       | Hongarije         | 7     |
| 14   | Oldřich Nejedlý   | Tsjecho-Slowakije | 6     |
| 14   | Josef Bican       | Oostenrijk        | 6     |
| 14   | Sándor Kocsis     | Hongarije         | 6     |

1927–30 · 1931–32 · 1933–35 · 1936–38 · 1948–53 · 1955–60